# داريل ويليامز (كرة سلة)
داريل ويليامز (بالإنجليزية: Darrell Williams)‏ مواليد 15 سبتمبر 1989 في شيكاغو، هو لاعب كرة سلة أمريكي. بدأ مسيرته الاحترافية في سنة 2015. يحمل الرقم 25. يبلغ طوله 6 قدم 8 بوصة (2.0 م). لعب مع نادي بارتيزان لكرة السلة في الدوري الصربي لكرة السلة.

## روابط خارجية
- داريل ويليامز على موقع كرة السلة الأوروبية.كوم (الإنجليزية)
- داريل ويليامز على موقع كلية كرة السلة في سبورتس رفرنس.كوم (الإنجليزية)
- داريل ويليامز على موقع ريلجم (الإنجليزية)
- داريل ويليامز على موقع بروبوليرز (الإنجليزية)
- داريل ويليامز على موقع سبورتس رفرنس (الإنجليزية)